# Under Jolly Roger
Under Jolly Roger е третият студиен албум на германската хевиметъл банда Running wild, с над 1 600 000 продадени копия в целия свят. Продукцията е продължение и развитие на пиратската тема в творчеството им.

## Списък на песните
1. Under Jolly Roger – 4:42
2. Beggars' Night – 5:05
3. Diamonds Of The Black Chest – 3:07
4. War In The Gutter – 3:19
5. Raise Your Fist – 5:30
6. Land Of Ice – 4:56
7. Raw Ride – 4:39
8. Merciless Game – 3:45

## Членове
- Rock'n'Rolf – вокал, китари
- Majk Moti – китари
- Stephan Boriss – бас
- Hasche – барабани